# Campeonato de División Intermedia 1917 (Argentina)
El Campeonato de División Intermedia 1917 fue el torneo que constituyó la decimonovena temporada de la segunda división de Argentina en la era amateur. En el torneo participó por última vez Alumni de Olivos, autoadjudicado continuador del club homónimo disuelto en 1913.
El certamen contó con tres nuevos participantes: San Telmo, Eureka y Unión Excursionistas, ascendidos de Segunda División.
El torneo coronó campeón por primera vez a Defensores de Belgrano, que ascendió por segunda vez en su historia a Primera División, tras vencer por 3 a 2 en la final a Vélez Sarsfield.

## Ascensos y descensos
| Pos. | Ascendidos a Primera División 1917 |
| ---- | ---------------------------------- |
| 1.°  | Sp. Barracas                       |

| Pos. | Ascendidos de Segunda División 1916 |
| ---- | ----------------------------------- |
| ZS   | San Telmo                           |
| ZO   | Eureka                              |
| ZN   | Unión Excursionistas                |

| Pos. | Descendidos de Primera División 1916 |
| ---- | ------------------------------------ |
| 21.° | Belgrano                             |
| 22.° | Quilmes                              |

| Pos.         | Descendidos a Segunda División 1917 |
| ------------ | ----------------------------------- |
| s/d          | Floresta                            |
| s/d          | Talleres United                     |
| Desafiliados |                                     |
| Kimberley    |                                     |

## Equipos participantes
| Equipo                 | Ciudad (Provincia)         |
| ---------------------- | -------------------------- |
| All Boys               | Ciudad de Buenos Aires     |
| Alumni                 | Olivos (Buenos Aires)      |
| Argentinos Juniors     | Ciudad de Buenos Aires     |
| Barracas Central       | Ciudad de Buenos Aires     |
| Belgrano               | Ciudad de Buenos Aires     |
| Buenos Aires           | Ciudad de Buenos Aires     |
| Burzaco                | Burzaco (Buenos Aires)     |
| Chacabuco              | Chacabuco (Buenos Aires)   |
| Defensores de Belgrano | Ciudad de Buenos Aires     |
| Eureka                 | Avellaneda (Buenos Aires)  |
| General Belgrano       | La Plata (Buenos Aires)    |
| Germinal               | Villa Lynch (Buenos Aires) |
| Honor y Patria         | Ciudad de Buenos Aires     |
| Lanús                  | Lanús (Buenos Aires)       |
| Liberal Argentino      | Ciudad de Buenos Aires     |
| Palermo                | Palermo (Buenos Aires)     |
| Progresista            | Gerli                      |
| Quilmes                | Quilmes (Buenos Aires)     |
| San Telmo              | Ciudad de Buenos Aires     |
| Sportivo del Norte     | Ciudad de Buenos Aires     |
| Unión Excursionistas   | Ciudad de Buenos Aires     |
| Vélez Sarsfield        | Ciudad de Buenos Aires     |

## Sistema de disputa
El campeonato se dividió en dos zonas de once equipos cada una, donde se enfrentaron bajo el sistema de todos contra todos a dos ruedas. El ganador de cada zona se clasificó a la final.

### Ascenso
Los dos ganadores se enfrentaron a único partido en cancha neutral. El ganador se consagró campeón y obtuvo el único ascenso.

### Descensos
Los tres últimos de cada zona descendieron a Segunda División.

## Tabla de posiciones

### Zona 1
| Pos. | Equipo                 | Pts. | PJ | PG | PE | PP | GF | GC | Dif. |
| ---- | ---------------------- | ---- | -- | -- | -- | -- | -- | -- | ---- |
| 1.º  | Defensores de Belgrano | 30   | 20 | 13 | 4  | 3  | 43 | 17 | 26   |
| 2.º  | Lanús                  | 30   | 20 | 12 | 6  | 2  | 27 | 12 | 15   |
| 3.º  | Barracas Central       | 28   | 20 | 11 | 6  | 3  | 29 | 11 | 18   |
| 4.º  | Eureka                 | 24   | 20 | 10 | 4  | 6  | 38 | 19 | 19   |
| 5.º  | Sportivo del Norte     | 23   | 20 | 9  | 5  | 6  | 28 | 24 | 4    |
| 6.º  | Quilmes                | 23   | 20 | 8  | 7  | 5  | 30 | 15 | 15   |
| 7.º  | General Belgrano       | 19   | 20 | 8  | 3  | 9  | 21 | 23 | −2   |
| 8.º  | Progresista            | 18   | 20 | 5  | 8  | 7  | 30 | 19 | 11   |
| 9.º  | Liberal Argentino      | 12   | 20 | 5  | 2  | 13 | 8  | 57 | −49  |
| 10.º | Honor y Patria (F)     | 12   | 20 | 4  | 4  | 12 | 19 | 26 | −7   |
| 11.º | Chacabuco              | 1    | 20 | 0  | 1  | 19 | 8  | 58 | −50  |

|  | Accede a la final por el ascenso. |
|  | Descendió a Segunda División.     |

#### Desempate por el primer puesto
Al quedar igualados en puntos en los primeros puesto, Lanús y Defensores de Belgrano disputaron un partido desempate en cancha neutral para definir al ganador de la zona, que accederá a la final por el ascenso.
|  |

| Desempate por el primer puesto                                                         | Desempate por el primer puesto | Desempate por el primer puesto | Desempate por el primer puesto | Desempate por el primer puesto |
| Local                                                                                  | Resultado                      | Visitante                      | Estadio                        | Fecha                          |
| -------------------------------------------------------------------------------------- | ------------------------------ | ------------------------------ | ------------------------------ | ------------------------------ |
| Defensores de Belgrano                                                                 | 3 - 0                          | Lanús                          | River Plate                    | 25 de noviembre                |
| Defensores de Belgrano quedó primero de la zona, accediendo a la final por el ascenso. |                                |                                |                                |                                |

### Zona 2
| Pos. | Equipo               | Pts. | PJ | PG | PE | PP | GF | GC | Dif. |
| ---- | -------------------- | ---- | -- | -- | -- | -- | -- | -- | ---- |
| 1.º  | Vélez Sarsfield      | 32   | 18 | 14 | 4  | 0  | 39 | 10 | 29   |
| 2.º  | Palermo              | 28   | 18 | 13 | 2  | 3  | 25 | 17 | 8    |
| 3.º  | San Telmo            | 19   | 18 | 8  | 3  | 7  | 22 | 19 | 3    |
| 4.º  | Argentinos Juniors   | 19   | 18 | 6  | 7  | 5  | 20 | 22 | −2   |
| 5.º  | All Boys             | 18   | 18 | 7  | 4  | 7  | 32 | 33 | −1   |
| 6.º  | Alumni               | 14   | 18 | 5  | 4  | 9  | 28 | 20 | 8    |
| 7.º  | Buenos Aires (IM)    | 14   | 18 | 4  | 6  | 8  | 22 | 27 | −5   |
| 8.º  | Unión Excursionistas | 14   | 18 | 4  | 6  | 8  | 16 | 30 | −14  |
| 9.º  | Burzaco              | 13   | 18 | 3  | 7  | 8  | 16 | 25 | −9   |
| 10.º | Germinal             | 9    | 18 | 2  | 5  | 11 | 21 | 39 | −18  |
| 11.º | Belgrano AC          | 0    | 0  | 0  | 0  | 0  | 0  | 0  | 0    |

|  | Accede a la final por el ascenso. |
|  | Zona de descenso.                 |
|  | Descendió a Segunda División.     |

## Definición del campeonato
Los ganadores de cada zona, Defensores de Belgrano y Vélez Sarsfield, disputaron una final en cancha neutral para definir al campeón del torneo, que ascenderá a Primera División.
|  |

| Desempate por el primer puesto                                          | Desempate por el primer puesto | Desempate por el primer puesto | Desempate por el primer puesto | Desempate por el primer puesto |
| Local                                                                   | Resultado                      | Visitante                      | Estadio                        | Fecha                          |
| ----------------------------------------------------------------------- | ------------------------------ | ------------------------------ | ------------------------------ | ------------------------------ |
| Defensores de Belgrano                                                  | 3 - 2                          | Vélez Sarsfield                | Gimnasia y Esgrima             | 2 de diciembre                 |
| Defensores de Belgrano se coronó campeón y ascendió a Primera División. |                                |                                |                                |                                |

## Copa Campeonato
La Copa Campeonato de División Intermedia fue disputada por el ganador del Campeonato de División Intermedia y por el ganador del Torneo de Reservas de la Primera División.
| No hay datos | Defensores de Belgrano | vs. | Independiente (II) |  |  |

|                                        |
|                                        |
| Campeón Independiente (II) 1.er título |

## Descensos
| Belgrano Athletic         |
| Club Atl. Chacabuco       |
| Honor y Patria (Floresta) |
| Liberal Argentino         |